# Ароматное (Ялта)
Ароматное (ранее Наташино укр. Ароматне, крымскотат. Aromatnoye, Ароматное) — упразднённый посёлок в Ялтинского горсовета АР Крым, включённое в состав пгт Восход. Сейчас — восточная часть посёлка, название сохранилось в Наташинской улице.

## История
Впервые в доступных источниках название встречается на верстовой карте 1890 года, на которой обозначена усадьба Наташино. По Статистическому справочнику Таврической губернии. Ч.II-я. Статистический очерк, выпуск восьмой Ялтинский уезд, 1915 год, в имении В. П. Пестерева Наташино приписанному к деревне Никита Дерекойской волости Ялтинского уезда, числился 1 двор без населения.
После установления в Крыму Советской власти, по постановлению Крымревкома от 8 января 1921 года была упразднена волостная система и село подчинили Ялтинскому району Ялтинского уезда. В начале 1920-х годов в национализированной усадьбе началось строительство эфиромасличного завода. В 1922 году уезды получили название округов. Согласно Списку населённых пунктов Крымской АССР по Всесоюзной переписи 17 декабря 1926 года, на хутор Наташино, Никитского сельсовета Ялтинского района, числилось 10 дворов, все некрестьянские, население составляло 21 человек, из них 60 крымских татар, 15 русских, 5 украинцев и 1 еврей. Время переиименования посёлка в Ароматное пока не установлено: на километровой карте Генштаба Красной армии 1941 года обозначено Наташино, в списках перерименованных в 1948 и после 1954 года подобное не отмечено, а по административному делению 1960 года уже посёлок Ароматное числился в составе Никитского сельсовета, на 1968 год — уже в Массандровском поссовете. К 1974 году, поскольку в издании «Історія міст і сіл Української РСР» Ароматное уже не значится, посёлок включён в состав пгт Восход (согласно справочника Крымская область, 1977 год в период с 1968 по 1977 годы).